# Kensington Square
Kensington Square è una piazza a Kensington, nella città di Londra. È stata costruita nel 1685 e per tale ragione è la piazza più antica di Londra.

## Il giardino
Il giardino situato al centro della piazza è privato ma è accessibile al pubblico grazie al programma chiamato Open Scheme.